# Героин
Герои́н (диацетилморфи́н, 3,6-диацетильное производное морфина, или диаморфи́н (по BAN: diamorphine)) — полусинтетический тяжёлый опиоидный наркотик, в конце XIX века — начале XX применявшийся как лекарственное средство. Вызывает привыкание и зависимость. Героин представляет собой вещество с химической формулой C21H23NO5, чаще всего используемое в виде основания или гидрохлорида диацетилморфина. С конца XX — начала XXI века бо́льшая часть опиоидных наркопотребителей употребляет именно героин, это связано с его выраженным наркотическим действием, относительной дешевизной и быстро развивающейся физической и психической зависимостью.

## История

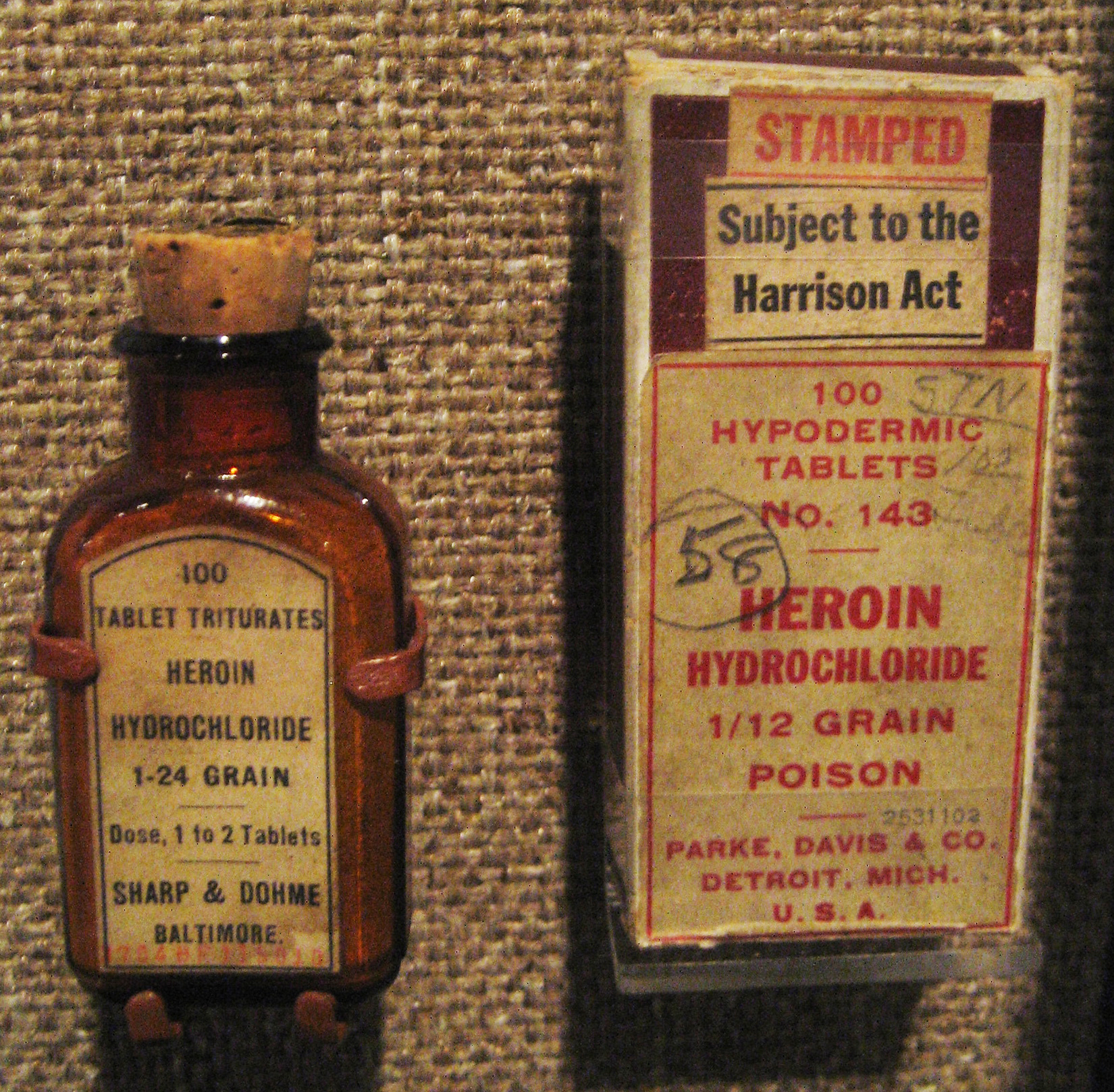
Героин в таблетках. Лекарство американского производства начала XX века

Диацетилморфин был впервые синтезирован в 1874 году Алдером Райтом, английским химиком, работавшим в медицинской школе при госпитале Св. Марии в Лондоне.

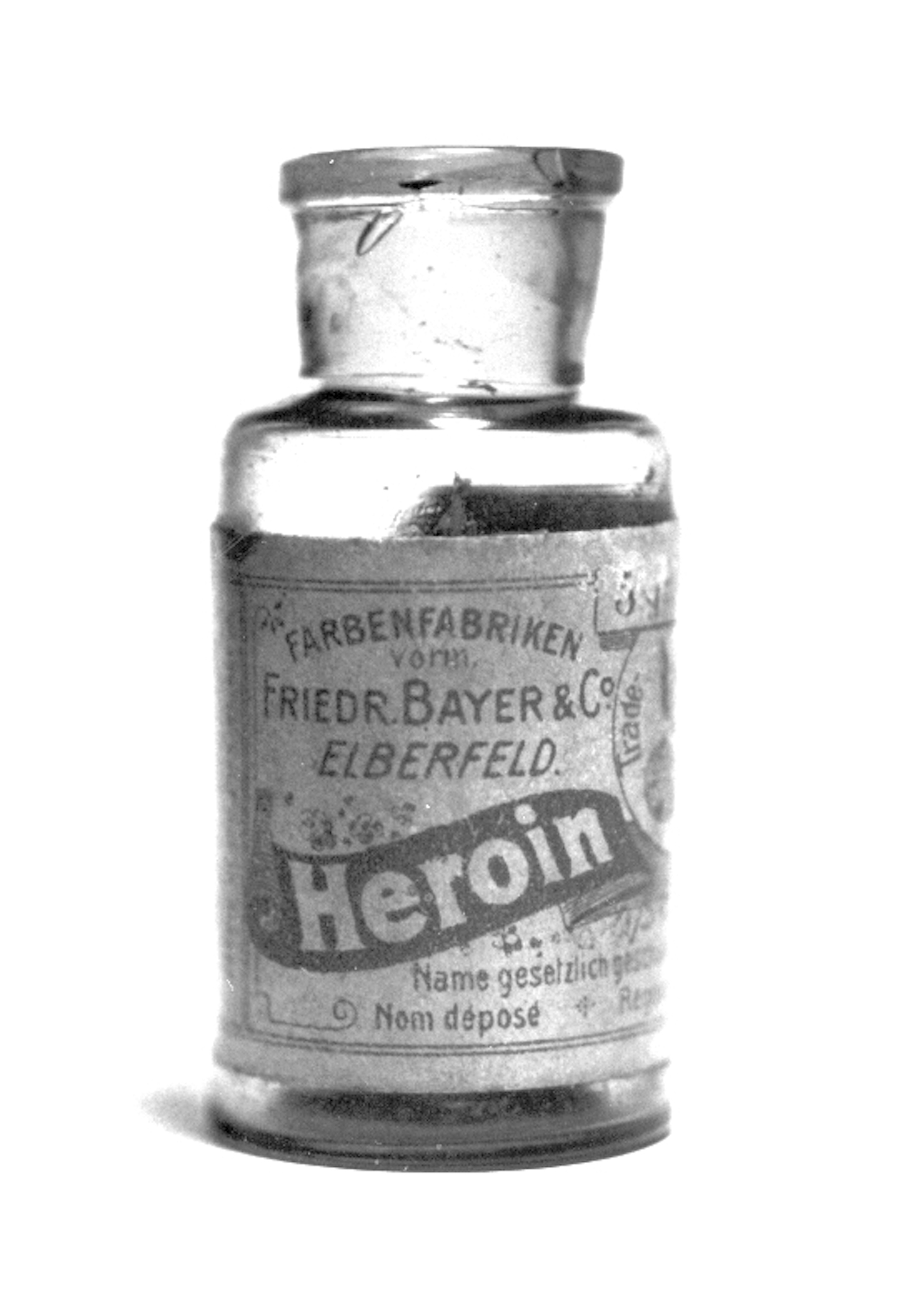
Флакон героина производства Bayer

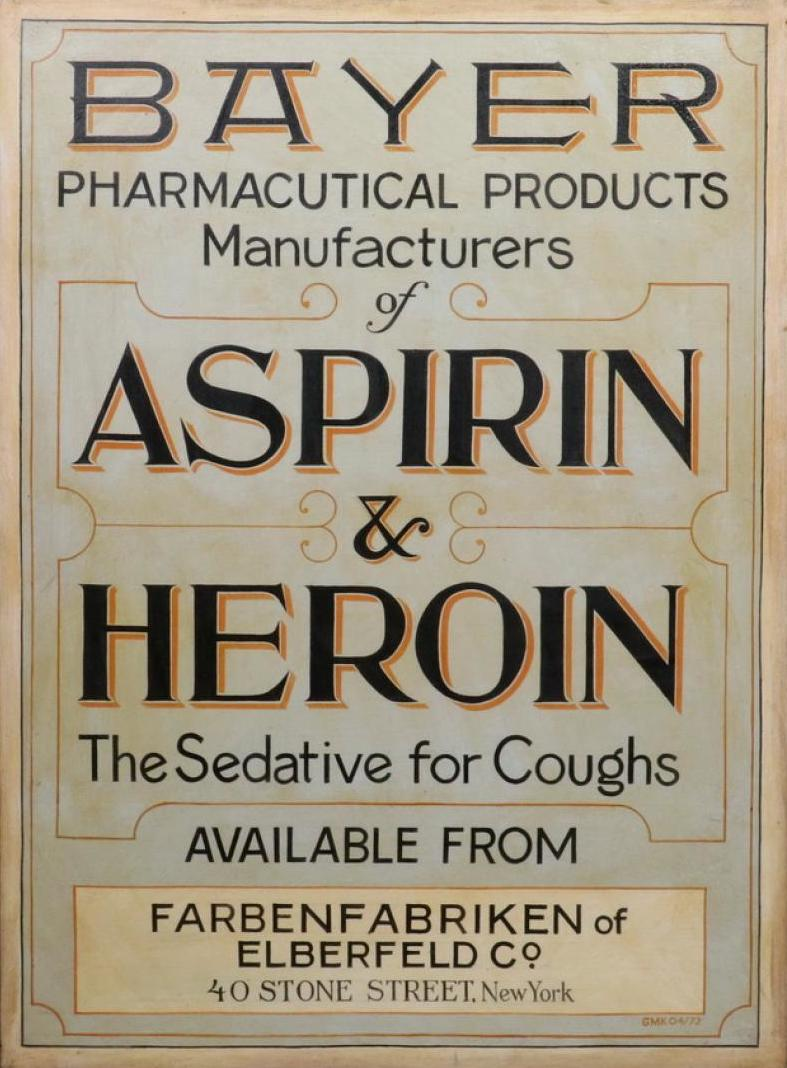
Реклама аспирина и героина от кашля производства Bayer в США

В качестве лекарственного средства от кашля диацетилморфин исследовался немецким химиком Феликсом Хоффманном и был выпущен немецкой фармацевтической компанией Bayer AG в 1898 году под торговой маркой «героин». Считается, что название «героин» происходит от слова heroic — «героический». Препарат продавался как успокаивающее при кашле и как не вызывающая привыкания замена морфию. Этому способствовало то, что героин вызывает относительно спокойную эйфорию с минимальными отклонениями в поведении и интеллекте (при условии его недолгого использования). С 1898 по 1910 год героин продавался как замена морфия и лекарство от кашля для детей и взрослых . Позже было обнаружено, что героин преобразуется в морфин в печени.
В течение ряда лет врачи не замечали опасности использования героина. В конечном счёте было обнаружено, что некоторые пациенты употребляли большие количества героиносодержащих средств от кашля. В 1913 году «Bayer» приостановил производство героина. В США всесторонний контроль использования опиатов был установлен в 1914 году Актом о налоге на наркотики. Он разрешал использование героина только в медицинских целях. В 1924 году федеральный закон США сделал любое использование героина незаконным кроме научных исследований. В мире же с 1925 по 1930 год было продано 34 тонны препарата.
С 1920 по 1930 год героин в ряде стран применялся для заместительной терапии для больных, страдающих морфиновой и кокаиновой наркоманиями. В немецких (ФРГ) аптеках героин можно было купить до 1971 года.
В настоящее время ни одна фирма мира не производит и не продаёт героин как лекарственное средство — легально он производится и продаётся только для исследовательских целей или использования в паллиативном лечении (для облегчения страданий безнадёжно больных) и в очень небольших количествах химическими корпорациями, например, Sigma-Aldrich. В частности, в каталоге «Fluka» (компания, входящая в вышеуказанную корпорацию) цена 25 мг героина была 270 евро (каталог за 2011 год).

## Физико-химические свойства

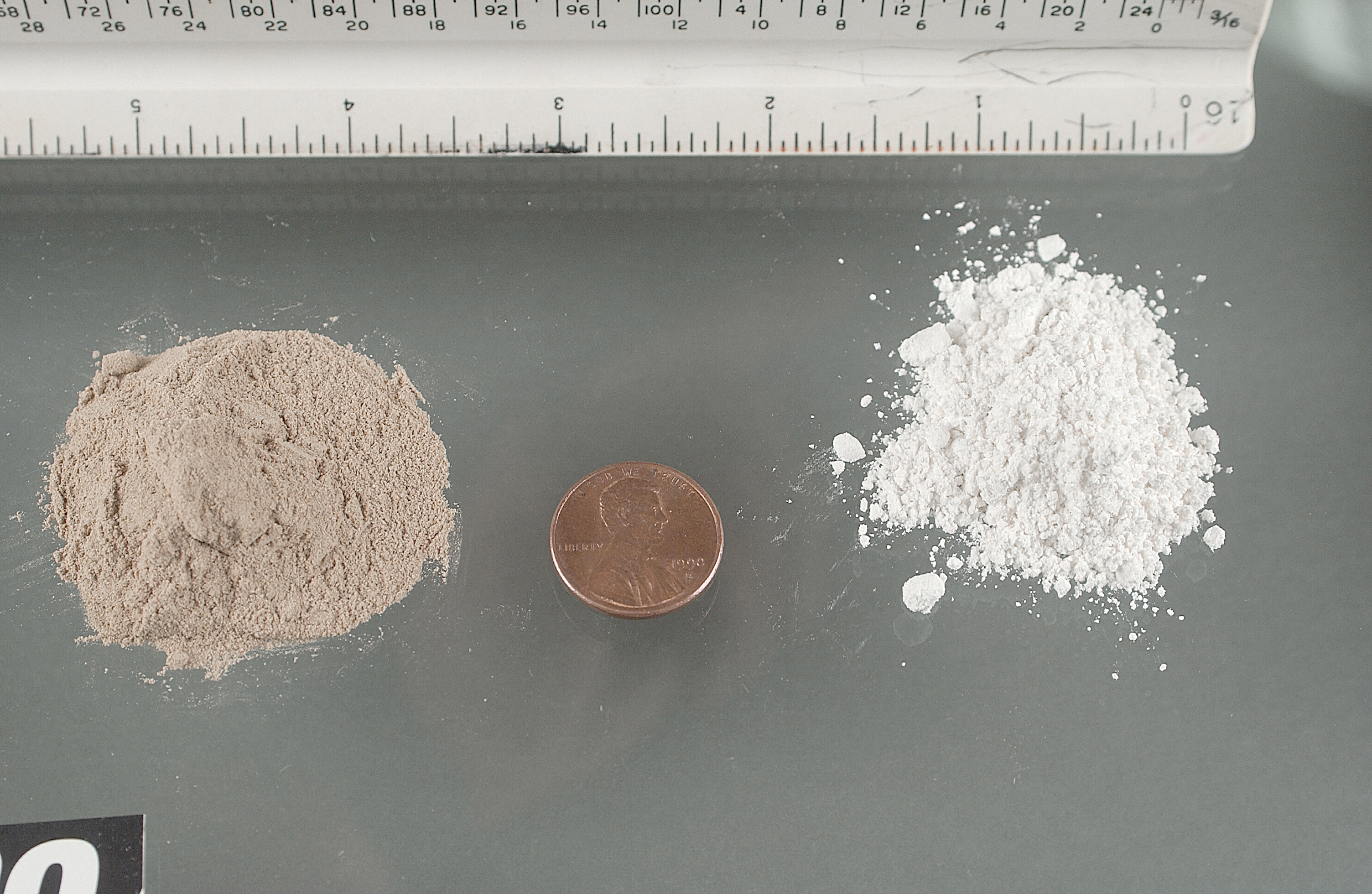
Героин очищенный (справа) и неочищенный

Чистое вещество представляет собой белые кристаллы или кристаллический порошок, а неочищенный героин, как и в свободной форме (широко распространенный в Европе) — белый порошок со светло-коричневым оттенком. Героин горький на вкус и не имеет запаха.
Температура плавления: 170 °C.
Растворимость:
- в воде: 0,058 г/100 г (20 °C);
- в диэтиловом эфире: 1,4 г/100 г (20 °C);
- в этаноле: 4 г/100 г (20 °C).

Ацетилирование, связанное с замещением гидрофильных гидроксильных групп на гидрофобные ацетильные группы, приводит к тому, что героин хуже морфина растворяется в воде, но лучше — в углеводородах.

## Синтез
Схема реакций ацетилирования морфина:
Сырьём для промышленного или лабораторного синтеза героина является морфин. Ацетилирование уксусным ангидридом или ацетилхлоридом происходит при нагревании. Реакция обратима, поэтому для смещения равновесия используется значительный избыток уксусного ангидрида по сравнению со стехиометрическим количеством. В большом избытке ацетилхлорида нет необходимости, поскольку в этом случае образующийся хлороводород частично связывается осно́вным азотом морфинанового ядра, а частично удаляется из смеси в виде газа, что смещает равновесие практически нацело в сторону образования диацетильного производного. Полученный ацетат или гидрохлорид диацетилморфина переводят в основание и очищают путём перекристаллизации из безводного этилового спирта с добавлением активированного угля.
Выход продукта реакции составляет до 95,5 %.
Ацетилирующие реагенты входят в список прекурсоров наркотических средств и их оборот во многих странах ограничен и контролируется в соответствии с законодательством и международными договорами.
Помимо полноценного синтеза с адекватной очисткой получившихся продуктов, героин часто пытаются синтезировать лица, не имеющие необходимого оборудования и использующие ингредиенты сомнительного качества. К примеру, при кустарном синтезе героина может использоваться не морфин, а опий (опий-сырец), маковая солома и аналогичные полуфабрикаты, в которых балластные вещества составляют от 50 % массы. В результате переработки таких материалов получается чёрная или коричневая смолянистая масса с низким содержанием диацетилморфина и большим количеством примесей, образующихся в ходе реакций, со слабо предсказуемыми побочными эффектами.

## Механизм действия
При пероральном приёме диацетилморфин, попав в систему кровообращения человека, быстро преобразуется в печени в морфин. Однако при инъекциях героин, который отличается большей липофильностью, чем морфин, проникает в мозг через гематоэнцефалический барьер, а затем в мозге преобразуется в 6-моноацетилморфин (6-МАМ) и морфин.
Механизм действия героина во многом определяется профилем действия морфина как типичного (эталонного) опиоида, обладающего высоким сродством к μ1- и μ2-опиатным рецепторам. Сам диацетилморфин обладает сравнительно низким сродством к μ-опиатным рецепторам. Однако при внутривенном введении, в отличие от гидроморфина и оксиморфина, диацетилморфин вызывает более сильный выброс гистамина, вызывая более выраженное чувство «подъёма», а в некоторых случаях также чувство зуда.
μ-опиоидные рецепторы у млекопитающих имеются в головном и спинном мозге, а также в кишечнике. В головном мозге они сосредоточены в сером веществе среднего мозга вокруг сильвиева водопровода, в обонятельных луковицах, прилежащем ядре, некоторых слоях коры конечного мозга, а также в некоторых ядрах миндалины и нейронах солитарного тракта. В основном они расположены пресинаптически. Они представляют собой метаботропные GPCR-рецепторы — рецепторы, сопряжённые с G-белками, которые в норме активируются эндорфинами. Эндорфины являются частью противоболевой системы, призванной контролировать уровень болевых ощущений. Метаболиты героина связываются с опиоидными рецепторами. Они могут вызывать изменения в возбудимости нейронов, стимулируя пресинаптическое выделение гамма-аминомасляной кислоты (ГАМК). Хотя ГАМК — тормозной медиатор, конечный эффект зависит от отдела нервной системы и состояния постсинаптических нейронов. Кроме того, в случае μ-опиоидных рецепторов он зависит от конкретного агониста.
Все опиаты, в том числе и героин, имеют определённое структурное сходство с эндорфинами. У эндогенных (произведённых организмом) опиатов структура молекулы позволяет точно взаимодействовать с нужным рецептором. У экзогенных совпадение молекулы и рецептора относительно невелико, что значительно сказывается на эффективности их действия и селективности. Эндорфины, в зависимости от типа, действуют на строго заданную группу рецепторов, а опиаты — на все сразу. По сравнению с эндорфинами для достижения одинакового эффекта необходимая доза опиатов должна быть больше.
Значительную популярность в среде наркоманов, по сравнению с другими опиатами, героин получил благодаря в несколько раз более выраженному, чем у морфина, наркотическому действию. Воздействие метаболитов морфина на μ-опиатные рецепторы вызывает чувство эйфории, обуславливает анальгетическое и анксиолитическое (снятие тревожности) действие наркотика. Морфин также связывается с δ- и κ-опиоидными рецепторами. Есть данные, что 6-MAM связывается с подтипом μ-опиоидных рецепторов, с которыми связывается метаболит морфина морфин-6β-глюкуронид, но не сам морфин. Вклад этих рецепторов в общее фармакологическое действие героина остаётся неизвестным.
При длительном приёме опиатов количество опиоидных рецепторов в мозге снижается, что является основным механизмом привыкания и зависимости от героина. Дополнительными механизмами привыкания может быть усиление выработки глутамата (возбуждающего медиатора) и глутаматергической передачи сигналов в мозге, снижение выработки эндорфинов, регуляция активности опиоидных рецепторов. При этом прекращение приёма наркотика вызывает ряд крайне болезненных симптомов — абстинентный синдром. В зависимости от длительности употребления наркотика и других факторов ломка наступает через 4—24 часа после приёма последней дозы диацетилморфина.

## Метаболизм в организме человека

6-моноацетилморфин

После введения в организм героин подвергается быстрой биотрансформации, возможное время обнаружения составляет не более 3—7 минут после введения, после чего происходит деацетилирование с образованием 6-моноацетилморфина, морфина и конъюгатов морфина с глюкуроновой кислотой (морфин-6-глюкуронид и морфин-3-глюкуронид). В течение 24 часов после введения около 80 % героина выводится из организма с мочой в виде морфин-3-глюкуронида, морфина и 6-моноацетилморфина.

## Клинические эффекты диацетилморфина
Эффекты, наблюдаемые при приёме героина, обусловлены воздействием формирующегося в результате метаболизма морфина. Их можно разделить на две группы — центральные и периферические эффекты.
К центральным относятся:
- обезболивание;
- угнетение дыхательного центра;
- угнетение рвотного центра;
- угнетение кашлевого центра;
- сужение зрачков за счёт воздействия на черепные нервы;
- седация, чувство покоя, эйфории; возможное возникновение приятных или ужасающих галлюцинаций;
- торможение секреторной активности желудочно-кишечного тракта;
- стимуляция выделения антидиуретического гормона и уменьшение мочеотделения;
- основной обмен и температура тела понижаются.

Действие диацетилморфина на ЦНС сопровождается седативным эффектом, снижением уровня сознания, ощущением тепла, сонливостью и эйфорией. Седативное и снотворное действие диацетилморфина выражено сильнее, чем у μ-агонистов мепередина (петидина), морфина, метадона, кодеина и фентанила. Этот эффект обусловлен наличием ацетильных групп, которые облегчают диффузию через гематоэнцефалический барьер. В некоторых случаях седатация может сопровождаться кратковременными пиками возбуждения, гиперактивности.
Героин обладает мощным болеутоляющим действием, за счёт прямого угнетающего влияния его метаболитов на спинальные нейроны он оказывает антиноцицептивное действие.
Диацетилморфин, при совместном приёме, усиливает действие снотворных, седативных, местноанестезирующих лекарственных средств, препаратов для общей анестезии, анксиолитиков, алкоголя.
К периферическим относятся:
- Возможное развитие тошноты и рвоты при однократной относительно небольшой дозе, при повышении же дозы тошнота и рвота исчезают. Подобные явления возникают из-за раздражения хеморецепторов кишечника и системного головокружения, возникающего при седации.
- Повышение тонуса сфинктеров — сфинктера мочевого пузыря, сфинктера Одди и Люткенса, наружного и внутреннего сфинктеров прямой кишки.
- Повышение тонуса гладкой мускулатуры. При повышенной реактивности бронхов, например при астме, может провоцировать бронхоспазм. В мочеточниках может возникать спазм, что приводит к затруднённому болезненному мочеиспусканию.
- За счёт центрального и периферического действия подавляет продольную перистальтику кишечника, при этом поперечная перистальтика обычно усиливается; возрастает тонус отдельных сегментов желудочно-кишечного тракта, в первую очередь антрального отдела желудка; базальная секреция угнетается. Замедление пассажа кишечного содержимого приводит к усилению абсорбции воды в кишечнике, повышению вязкости и плотности каловых масс и способствует развитию запора.
- Снижение секреторной активности, которое может приводить к сухости во рту, в глазах, в носоглотке, к диспепсическим расстройствам.
- Нарушения зрения, шум в ушах, аллергические реакции.
- Повышение теплоотдачи при сохранении прежней теплопродукции.

Героин обладает выраженным действием на периферическую нервную систему, что при длительном приёме приводит к многочисленным вегетативным расстройствам — развивается брадикардия, снижается перистальтика кишечника, повышается тонус сфинктеров, снижается секреторная активность.

### Осложнения
Осложнения, возникающие при приёме героина в качестве наркотика, можно разделить на обусловленные непосредственно действием диацетилморфина на организм человека и вызванные примесями и балластными веществами в «уличном» героине, не прошедшем нормальной очистки.
В целом, чистые опиоиды, в том числе героин, в длительном плане вызывают лишь зависимость без других нежелательных эффектов. Однако много осложнений возможно в связи с использованием общих игл и инъекцией различных загрязнений и примесей.
Для наркоманов наиболее распространённым и опасным осложнением является передозировка наркотика. По различным данным, 50—60 % опиоидных наркоманов хотя бы однократно перенесли передозировку. Также могут развиваться психозы и судорожные состояния.
Кроме того, при приёме «уличного» героина существуют отдалённые последствия, которые проявляются в виде различных нарушений микроциркуляции, поражения печени, угнетения компонентов центральной нервной системы. Могут развиваться органические поражения головного мозга, что обусловлено преимущественно действием примесей, а не самого опиоида.
Также на примеси, содержащиеся во введённом препарате, могут развиваться выраженные аллергические реакции, вплоть до отёка Квинке и анафилактического шока; подобные побочные эффекты проявляются не слишком часто, но могут представлять серьёзную опасность для жизни больного.
При внутривенных инъекциях зачастую развиваются флебиты и эндокардит с поражением трёхстворчатого клапана сердца. Это связано с заносом инфекции в кровяное русло посредством нестерильных шприцев или плохо простерилизованного раствора, зачастую содержащего примеси. При использовании общих шприцев или общих ёмкостей для приготовления раствора может произойти заражение различными инфекциями, такими как ВИЧ или гепатит.

## Применение
Сначала применение героина носило исключительно медицинский характер. Постепенно из-за переоценки практиками соотношения «польза / вред» произошёл постепенный отказ от широкого применения героина в качестве лекарственного средства. Одновременно с этим отмечалось всё более широкое использование медицинских препаратов, содержащих героин, в качестве наркотиков. В мире возникло такое явление, как героиновая наркомания.
С 1971 года героин в мире легально используется только в небольшом количестве, в строго контролируемых научных исследованиях. Практически весь остальной производимый в мире героин используется в качестве наркотика.

### В органическом синтезе
Диацетилморфин может использоваться в виде промежуточных продуктов в синтезе из морфина других производных, таких как налорфин.

### Медицинское применение

#### Применение в российской психиатрии в прошлом
Героин обладает не только болеутоляющим и противокашлевым действием, но и вызывает сильное чувство благополучия. Исходя из этого, врачами было предположено, что он может улучшать самочувствие больных депрессивными состояниями. По этой причине с 1900 года в Российской империи он стал применяться в психиатрической практике по инициативе заведующего Московским Центральным приёмным покоем доктора А. Н. Бернштейна для лечения депрессии. Предпочтительно он давался больным для перорального употребления, а не в виде инъекций. Применялся водный раствор солянокислого героина или 0,1 на 300,0, начиная с чайной ложки, что соответствует дозе в 1,5 мг на приём, а затем — по десертной (по 3 мг разовая доза) и т. д. либо в каплях ½% раствора героина гидрохлорида, начиная с 15 капель и ежедневно прибавляя и доходя до 20 капель 3 раза, что соответствует разовой дозе в 6 мг. По утверждению российских врачей-психиатров, в огромном большинстве случаев наблюдались положительные результаты от применения героина, а отрицательных результатов, в смысле вредного влияния героина, якобы не отмечалось:778.

#### Современное медицинское применение

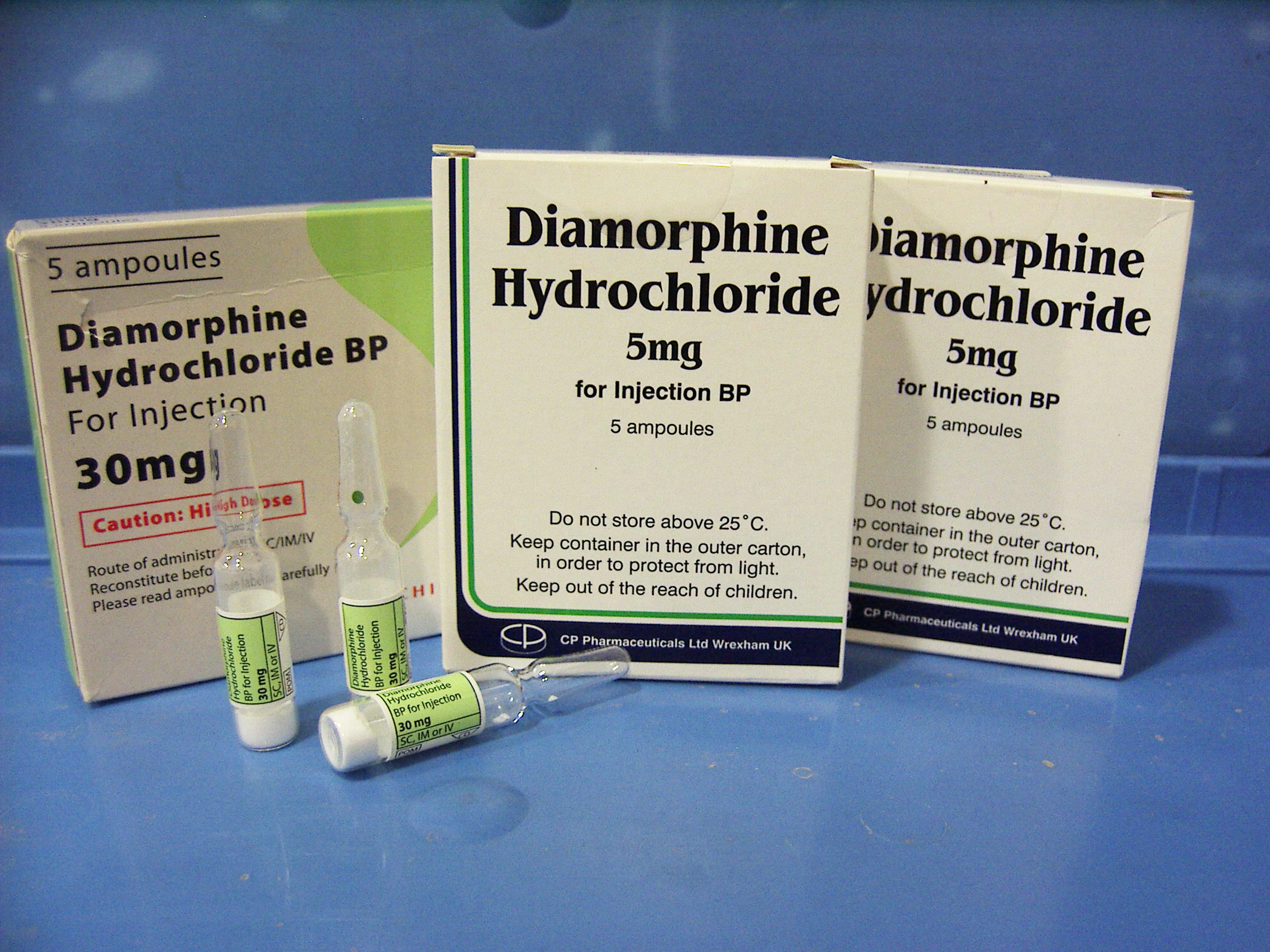
Ампулы с диацетилморфином для медицинского применения

Несмотря на то, что героин является известным наркотиком, некоторые исследователи (медики и фармакологи) рассматривают в настоящее время перспективу замены морфия героином. Последние клинические испытания дают основание полагать, что он может быть менее опасен, нежели традиционные соли морфина.
В Великобритании очищенный героин под названием диаморфин используется как сильный анальгетик, например, в паллиативной практике.
В остальных странах предпочитают использовать морфин. Тенденция к переходу на морфин также наблюдается и в Великобритании, особенно после проблем с поставками диаморфина.
В настоящее время в Германии и Швейцарии в рамках коррекции программ заместительной терапии рассматривается возможность замены метадона химически чистым героином. В связи с этим в Германии, в частности, во Франкфурте-на-Майне и некоторых других городах, проводится примерно с 2005 года так называемый «героиновый проект» (нем. Heroinprojekt или нем. Heroinstudie), суть которого состоит в том, что тяжело зависимые наркоманы (сейчас примерно 100 человек только во Франкфурте-на-Майне) получают при определённых условиях амбулаторно качественный героин под присмотром врача для исследовательских целей с целью оценки возможности лечения опиоидной наркомании с применением заместительной терапии героином.

### Героин как наркотик

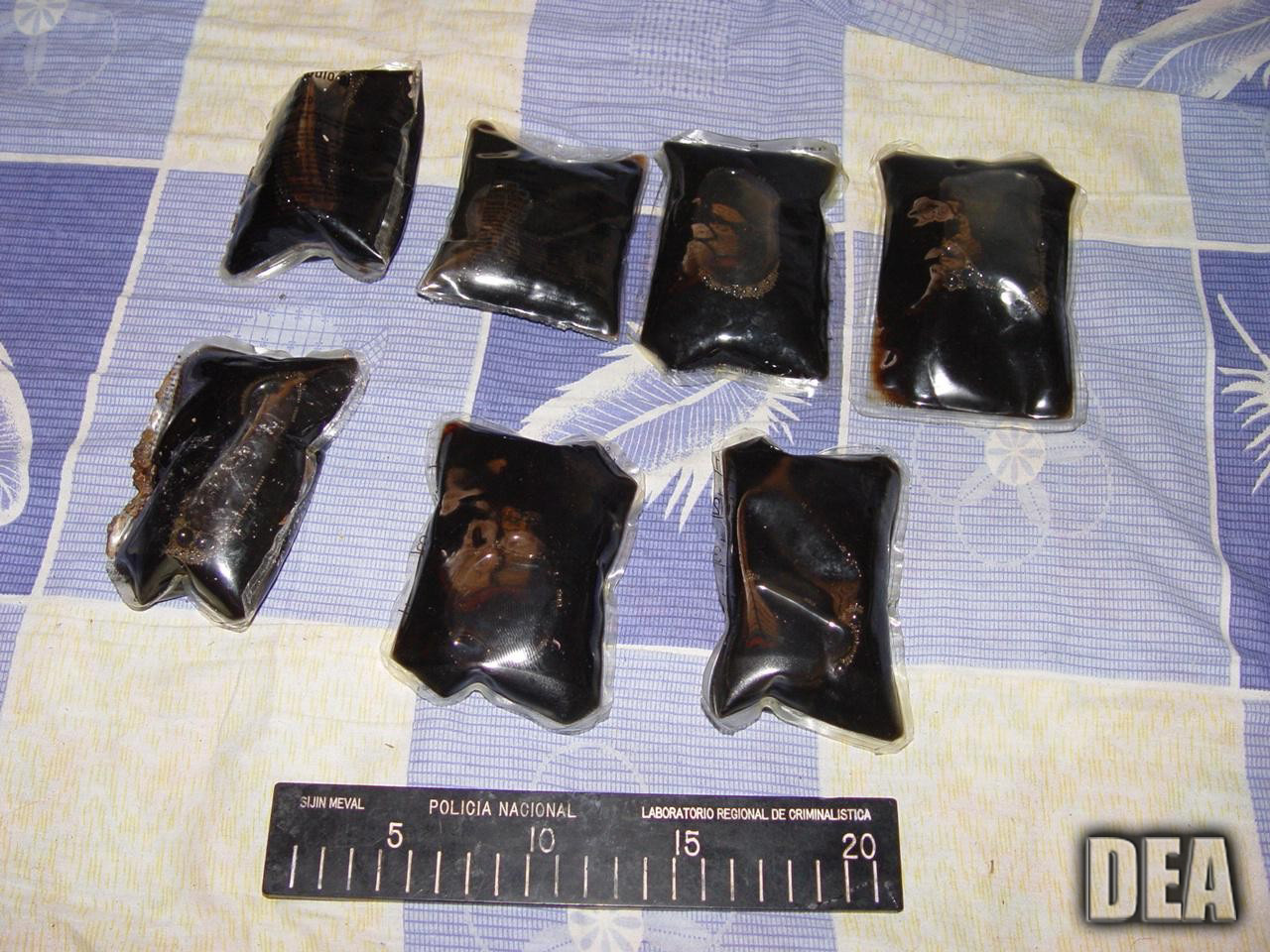
Жидкий героин в пакетах, изъятый сотрудниками DEA

Наибольшую известность героин получил не как лекарственное средство, а как тяжёлый наркотик с высокой скоростью развития зависимости и с большими врачебными сложностями при лечении героиновой наркомании.

#### Применение героина в качестве наркотика
Героин благодаря своей растворимости в воде и органических растворителях легко проникает через слизистые оболочки организма. Он может быть введён в организм различными путями: через слизистую носоглотки, желудка и кишечника, прямой кишки, влагалища. Встречается курение, вдыхание порошка, различные суппозитории, смеси, принимаемые перорально. С начала XX века и по настоящее время наиболее распространённый способ употребления этого наркотика — внутривенные инъекции, так как при внутривенном введении препарата достигается большая концентрация препарата в крови, как следствие наблюдается быстрый наркотический эффект с экономным расходом наркотика..
Наркоманы используют различные способы введения героина, в том числе:
- Ингаляционный (интраназальный) — непосредственное вдыхание вещества.
- Курение.
- Пероральный — приём вещества в чистом виде, в виде жевательных смесей или раствора. По данным, приводимым Пятницкой, этанол в некоторых случаях может приводить к снижению выраженности эффектов героина[41].
- Инъекционный. Героин, как правило, вводится внутривенно, в поверхностно расположенные вены. У инъекционных наркоманов обычно имеются обширные повреждения вен[42].

Средняя разовая доза составляет 5—10 мг химически чистого диацетилморфина (героина). Если человек длительное время употребляет опиаты, доза необходимого наркотика возрастает в 2—4 раза — до 20—40 мг химически чистого препарата. Теоретически доза при длительном приёме может возрастать неограниченно до момента наступления смерти от сопутствующей патологии или осложнений.
Полулетальной для среднестатистического человека, не употребляющего опиаты, считается доза 22 мг на килограмм массы тела.
Достаточно частой является ситуация, когда человек после первой инъекции героина не ощущает его эйфорического и галлюциногенного действия. Наблюдается только седация, обезболивание, в некоторых случаях тошнота, рвота. Чтобы новичку испытать «кайф», часто требуется сделать 2—3 инъекции наркотика. Зачастую первые 2—3 дозы для потенциального наркомана делают более доступными, что позволяет втянуть человека, который впоследствии будет приносить доход продавцу наркотиков. Психическая зависимость развивается, как правило, уже после 2—3 употреблений героина (физическая — несколько[уточнить] позже).
Злоупотребление рецептурными болеутоляющими препаратами резко увеличивает вероятность злоупотребления героином и развития зависимости от него

#### Спидбол
Довольно часто героин входит в состав смесей с другими наркотиками, одной из наиболее известных является спидбол, он представляет собой смесь кокаина и героина. Является самой опасной из существующих форм распространяемого кокаина. Значительная опасность для здоровья обусловлена перекрёстным взаимодействием опиоидного наркотика героина и психостимулятора кокаина. Подобное сочетание может вызывать серьёзные осложнения со стороны сердечно-сосудистой системы, в перспективе — перекрёстную физическую зависимость с очень тяжело протекающим абстинентным синдромом.

#### Клиническая картина передозировки опиоидных наркотиков
Клинические признаки передозировки следующие:
- угнетение сознания, начиная от сонливости и сопора и заканчивая комой;
- специфическим внешним признаком является резкое сужение зрачков (зрачки с булавочную головку), снижение или отсутствие реакции на свет;
- при дальнейшем нарастании тяжести состояния и усилении гипоксии головного мозга происходит расширение зрачков; реакция на свет снижена или отсутствует;
- наиболее опасным для пострадавшего является угнетение дыхания. Проявляется в виде урежения частоты дыхательных движений. Частота дыхательных движений при выраженной интоксикации составляет 4—6 в минуту. Дыхание судорожное, порывистое, шумное;
- угнетение гемодинамики, снижение артериального давления, редкий, нитевидный пульс, нарастание клинических проявлений левожелудочковой недостаточности[24].

Наиболее опасными для пострадавшего является некоронарогенный отёк лёгких, нарастающая сердечная недостаточность, респираторный дистресс синдром взрослых. Наиболее частой причиной смерти является нарастающий отёк лёгких, возникающий в результате сердечной недостаточности. Передозировка препарата является одной из самых частых причин летального исхода при употреблении героина. Также при выходе из этого состояния возможно развитие судорог и психотических состояний.
Клинические признаки психоза следующие:
- бред
- галлюцинации
- перепады настроения
- расстройства координации движения

Выраженность данных клинических проявлений может быть различна, преобладание какого-либо из симптомов индивидуально и объясняется типом личности и обстоятельствами, сопутствующими приёму препарата.

#### Абстинентный синдром (ломка)
Закономерным следствием приёма героина является формирование физической зависимости от приёма препарата. При невозможности своевременного получения дозы начинает развиваться абстинентный синдром. Эта особенность напрямую связана с механизмом действия диацетилморфина. Взаимодействуя с опиоидными рецепторами, он угнетает синтез эндорфинов и снижает чувствительность рецепторов. В случае прекращения приёма препарата происходит полное или частичное отключение противоболевой системы. После некоторого периода декомпенсации собственная противоболевая система начинает восстанавливать свою функцию, длительность декомпенсации определяется состоянием организма, стажем наркомании и размером употреблявшейся до этого дозы наркотика. Происходит уменьшение или в некоторых случаях полное устранение физической зависимости. Выраженность психологической зависимости остаётся на прежнем уровне или усиливается.
Продолжительность абстинентного синдрома может значительно варьироваться в зависимости от стажа наркомании и дозы употребляемого героина. В процессе нормализации состояния происходит постепенное стихание клиники и уменьшение субъективно неприятных ощущений, сопровождающих её, по сути наблюдаются все те же клинические проявления, что и при его развитии, только в обратном порядке. Длительность абстинентного синдрома может быть различной: при лечении — от 3 до 15 дней, при отсутствии такового данный показатель может существенно возрастать. Чем больше стаж приёма и доза, тем тяжелее и длительнее абстинентный синдром.
Нередко абстинентный синдром манифестирует психическими нарушениями: могут возникать чувство дискомфорта, тревога, раздражительность, общее недомогание и чувство слабости. Уже в течение первых суток после приёма последней дозы героина возникают нарушения сна вплоть до полной бессонницы, для которых характерна продолжительность и устойчивость к проводимому лечению.
В процессе развития абстинентного синдрома при приёме героина российские исследователи выделяют 4 стадии:
- Первая фаза развивается через 8—12 часов после приёма опиатов. Характеризуется рядом соматовегетативных реакций — таких, как расширение зрачков, зевота, слезотечение, насморк с чиханием, пилоэрекция. Также наблюдаются психовегетативные симптомы, больной испытывает чувство неудовлетворённости, напряжён[56].
- Вторая фаза развивается через 30—36 часов после последнего приёма героина. Её характерными особенностями являются озноб и последующее возникновение чувства жара, приступы потливости и слабости, постоянная пилоэрекция («гусиная кожа»), нарастание симптоматики первой стадии, усиление зевания и слезотечения, появление частого выраженного чихания до 50—100 раз в час. Возникают дискомфорт в мышцах шеи, спины, рук и ног, общее мышечное напряжение, боли в жевательных мышцах[56].
- Третья фаза развивается через 40—48 часов после последнего приёма препарата. Симптоматика предыдущих двух стадий продолжает нарастать, проявляются боли в мышцах шеи, спины, ног. Боли носят сжимающий, крутящий характер. Иногда возникают также судороги в мышцах конечностей, спины. У больного появляется непреодолимое желание получить дозу наркотика. Больной не находит себе места, часто встаёт, ложится, не может найти комфортное положение тела. Боли при движении сначала несколько ослабевают, а затем усиливаются. Отмечаются недовольство, напряжённость и злобность, ощущение безнадёжности, депрессивные состояния[56].
- Четвёртая фаза развивается на 3 сутки после отмены препарата и длится до 5—10 дней. В этой фазе развиваются диспепсические явления: боли в животе, рвота, диарея (позывы на дефекацию достигают частоты 10—15 раз в сутки, с тенезмами)[56].

К проявлениям опиоидного абстинентного синдрома относится также снижение иммунной защиты, обусловленное, по-видимому, снижением общих компенсационных возможностей организма в связи с абстинентным физиологическим стрессом и приводящее к возрастанию риска пневмонии и других воспалительных заболеваний внутренних органов во время абстинентного синдрома:285. Опиоидная абстиненция может вызывать обострение соматических заболеваний — лёгочных, желудочно-кишечных, сердечно-сосудистых. Особенно опасна сердечно-сосудистая декомпенсация, редкие случаи смертей при опиодном абстинентном синдроме бывают вызваны именно ею:226.
В рамках абстинентного синдрома могут развиваться и психотические состояния, обычно возникающие в период максимальных проявлений абстиненции — на 2—4-й день после отмены наркотика — и характеризующиеся относительно доброкачественным течением и благоприятным исходом. К психотическим состояниям, развивающимся при опиоидной абстиненции, относятся острые делирии и острые психозы параноидного типа, причём возникновение делирия, как правило, бывает обусловлено двумя факторами: собственно самой абстиненцией и неадекватным применением психотропных средств. Использование психотропных средств с холинолитической активностью (например, аминазина, тизерцина, клозапина) создаёт предпосылки для возникновения острых делириев у пациентов с опиоидной абстиненцией, поэтому исключение антихолинергических препаратов из лечебных схем позволяет свести риск возникновения таких психозов к минимуму:299—300,326.
Сроки развития, количество и выраженность симптомов могут несколько различаться в зависимости от стажа наркомании и употребляемой дозы наркотика. В странах Западной Европы классификация абстиненции не имеет столь чёткого деления на стадии. Она включает всё те же клинические проявления, что и российская классификация, но по сути выделяет только ранние и поздние симптомы.
Также ряд героиновых наркоманов, перенёсших абстиненцию, заявляют, что могут ощущать субъективные признаки приближения данного состояния ещё до момента возникновения клинических проявлений. Перед началом проявления абстинентного синдрома они отмечают внутренний дискомфорт, перепады настроения, повышение раздражительности.
Субъективная тяжесть испытываемых переживаний может провоцировать наркозависимых на ажитацию и истероидное поведение. В первые дни ломки больной может кататься по полу, громко стонать, имитировать непереносимые боли, требовать наркотика, а при его отсутствии — медицинской помощи. Данное действие в большей степени рассчитано на окружающих с целью получения желаемой дозы наркотика. Если наркоман находится в одиночестве, то ведёт себя вполне адекватно, хоть и испытывает сильный дискомфорт. Также внешние проявления могут различаться в зависимости от особенностей психики, так что истероидные реакции не являются обязательной реакцией наркомана на абстиненцию. Главным лечебным мероприятием в этих случаях является седация наркозависимого.
Несмотря на сильно выраженную симптоматику и субъективно крайне тягостное для наркомана абстинентное состояние, оно само по себе почти не угрожает жизни наркомана. Опасны в основном лишь действия, которые может совершить страдающий абстиненцией наркоман по отношению к себе или к окружающим, и возможные последствия для здоровья при наличии сопутствующей патологии (сердечно-сосудистых, неврологических, инфекционных и др. групп заболеваний).
После перенесённой абстиненции наступает период восстановления, сохраняется сильная психологическая зависимость, нарастает страх повторения подобного в дальнейшем. Чем длительнее стаж приёма наркотика, тем тяжелее проходит ломка. После кратковременного приёма препарата (2—3-кратного) ломка в ряде случаев не достигает второй стадии, физиологическая зависимость выражена незначительно и может быть устранена без специализированной патогенетической терапии. Лица с небольшим стажем употребления наркотика, получающие небольшие дозы препарата, могут перенести ломку самостоятельно, без медицинской помощи. Наркоман со стажем более 1 года фактически не может перенести абстиненцию самостоятельно. Он любой ценой старается найти дозу героина или его аналогов; если у него это не получается, может покончить жизнь самоубийством, чтобы избежать неприятных ощущений, вызванных ломкой.

#### Постабстинентный синдром
В постабстинентный период основными клиническими проявлениями патологического влечения к наркотику являются психопатологические расстройства. Происходит постепенное восстановление метаболизма и соматического состояния, при этом присутствуют дисфорическая депрессия, ощущение психического дискомфорта, астения, апатия, ипохондрические и тревожно-фобические нарушения, аффективная лабильность с колебаниями настроения в течение суток (ухудшение настроения наблюдается вечером), стойкие нарушения сна. Любой, даже незначительный повод может приводить к ещё большему снижению настроения, возникновению суицидальных тенденций; любая, даже малейшая нагрузка может приводить к возвращению симптомов абстиненции:228. Влечение к героину порой приобретает непреодолимый характер.
Во время ранней фазы постабстинентного периода, как и во время абстиненции, наблюдается снижение иммунитета, что обусловливает лёгкость возникновения острых и обострения хронических висцеральных заболеваний:286.
Астения, эмоциональная лабильность, ипохондрические и сенесто-ипохондрические аффективные нарушения, апато-абулический синдром, периодические и пароксизмальные дисфорические психопатоподобные состояния, патологическое влечение к наркотикам, бездеятельность сохраняются у больных героиновой наркоманией длительное время после отмены героина. Депрессивные расстройства и суицидальные тенденции присутствуют в структуре клинической картины героиновой наркомании на всех этапах её течения, их выраженность и длительность зависит от длительности периода, в течение которого больной принимал героин, характера изменений личности и срока, прошедшего после острых проявлений абстинентного синдрома.

## Принципы терапии отравлений и лечение героиновой наркомании

### Терапия острого отравления
Общие принципы терапии отравления опиатами соответствуют принципам терапии острых отравлений другими веществами. Существует 3 основных принципа, которые всегда соблюдаются при адекватно проведённой дезинтоксикации:
- уменьшение адсорбции заключается в прекращении всасывания вещества, например, при приёме препарата через рот производится промывание желудка;
- ускорение выведения препарата осуществляется с помощью введения жидкостей и солевых растворов через рот или парентерально; назначаются мочегонные препараты и слабительные средства, производится наполнение кишечника энтеросорбентами[источник не указан 1106 дней][62][63] для предотвращения обратного всасывания токсинов;
- антидотная терапия — проводится внутривенное введение блокаторов опиоидных рецепторов, например налоксона[64].

В настоящее время единственным патогенетически обоснованным мероприятием при отравлении героином является введение налоксона. Он нейтрализует действие героина, блокируя опиоидные рецепторы.

### Терапия героиновых психозов
Основными методами терапии психозов являются адекватная седация, дезинтоксикация, применение антипсихотических препаратов. Медикаментозная терапия подбирается индивидуально в зависимости от тяжести состояния и чувствительности больного к препаратам. Очень важную роль играет установление доверительного контакта пациента с лечащим врачом. Комплексное сочетание седативных препаратов и психотерапии является необходимым условием для быстрого и успешного выведения больного из психоза. В случае невозможности успешного проведения терапии, к примеру из-за выраженного негативизма больного, эффективность лечения значительно снижается, и соответственно увеличивается срок госпитализации. Для профилактики возникновения психозов в будущем важную роль играет социальная реабилитация пострадавших.

### Лечение героиновой наркомании
Лечение героиновой наркотической зависимости представляет собой сложный, длительный и комплексный процесс, состоящий из трёх основных компонентов, без полноценного проведения которых невозможно полноценное излечение.

#### Устранение физиологической зависимости
В настоящее время в мире нет чёткой консенсусной позиции по медикаментозной терапии опиоидных наркоманов, в частности и употребляющих героин. При этом в ряде стран ведутся работы по созданию антигероиновой вакцины. В частности, первый патент на подобный препарат зарегистрирован в Мексике.
Можно выделить следующие основные подходы к лечению.

##### Минимальная дезинтоксикационная терапия
В данном случае производится только купирование абстинентного синдрома и переливание коллоидных и кристаллоидных растворов для ускорения выведения продуктов катаболизма из организма больного с минимально необходимой седацией и, при необходимости, антидотной терапией. На этом этапе могут применяться агонисты опиоидных рецепторов в убывающих дозах (в основном метадон), частичный агонист и антагонист опиоидных рецепторов бупренорфин, два агониста α2-адренорецепторов — клонидин и лофексидин. Исследования показывают бо́льшую эффективность и лучшую переносимость бупренорфина в сравнении с клонидином. В частности, кокрановский обзор, охвативший ряд РКИ, показал, что бупренорфин более эффективен при лечении опиоидного абстинентного синдрома, чем клонидин и лофексидин, в отношении тяжести абстинентного синдрома, продолжительности лечения и вероятности его завершения. Клонидин и лофексидин способствуют уменьшению некоторых проявлений абстинентного синдрома, однако они не изменяют его длительности.
Как отмечалось в публикации ВОЗ, бупренорфин представляет собой лучший из опиоидных препаратов для лечения умеренного и тяжёлого опиодного абстинентного синдрома. По причине особенностей его фармакологического действия (частичный агонист опиоидных рецепторов) бупренорфин следует применять только после того, как пациент начинает испытывать симптомы абстиненции, то есть как минимум через восемь часов после последнего приёма героина:36.
Существует также метод быстрой дезинтоксикации, при котором применяется налтрексон в сочетании с одним из следующих препаратов: клонидин, лофексидин, бупренорфин или метадон, — и метод сверхбыстрой (ультрабыстрой) дезинтоксикации, при котором к этому сочетанию добавляются анестетики. Сверхбыстрая дезинтоксикация является очень спорным методом из-за связанных с анестезией медицинских рисков и риска смертности — гораздо более опасным, чем болезненная, но, как правило, не связанная с риском смертности отмена героина без лечения. Упомянутые методы не решают вопросов лечения пациента, а только способствуют его выведению из острого состояния зависимости. К тому же после применения этих методов развиваются выраженная вегетативная дисфункция, эмоциональные нарушения (депрессия), нарушения сна — эти симптомы длятся 4—8 недель, что по времени соответствует полному периоду постабстинентных расстройств:480.
Сама себе дезинтоксикация без последующего длительного лечения вряд ли может привести к полному выздоровлению пациента; этот этап нужно рассматривать как подготовку к дальнейшему лечению, целями которого являются поддерживание воздержания от наркотиков и реабилитация пациента. Многие исследователи отмечают, что лишь небольшая часть потребителей героина в РФ обращается за лечением в клиники, где проводят дезинтоксикацию, и что большинство из прошедших лечение в таких клиниках (по мнению некоторых исследователей, более 90 процентов) снова начинают употреблять наркотики вскоре после выписки из клиники.

##### Комплексная патогенетическая терапия
Включает в себя как этап дезинтоксикационную терапию, после её успешного завершения назначаются различные группы препаратов, призванные восстановить баланс нейромедиаторов и гормонов в организме наркомана в отсутствие привычной ему дозы наркотика. Производится, чтобы восстановить биохимическое равновесие на уровне, близком к тому, что был до момента начала употребления препарата.

##### Длительная заместительная терапия
Может включать в себя дезинтоксикацию как первый этап. Сущность метода заключается в обеспечении наркомана веществом, по биохимическому влиянию на организм схожим с принимаемым им наркотиком, но обладающим минимально возможным наркотическим эффектом. Терапия проводится длительное время, доза препарата заместителя медленно и плавно снижается. За счёт этого достигается восстановление метаболических процессов до состояния физиологической нормы человека, не употреблявшего наркотики.
Примером заместительной терапии при героиновой наркомании может являться метадоновая заместительная терапия. В настоящее время ряд наркологов придерживается мнения о низкой эффективности заместительной терапии, основываясь на результатах метадоновой программы в странах Европы. Для метадоновой заместительной терапии характерны такие проблемы, как высокий риск передозировки и высокая смертность; быстрое возникновение привыкания и более тяжёлая абстиненция, чем героиновая, при этом гораздо более длительная и с трудом поддающаяся лечению; развитие психопатологических расстройств при длительном применении; ряд других тяжёлых побочных эффектов и осложнений, включая опасные сердечные аритмии.
Существует мнение, что недостатки метадоновой заместительной терапии не отменяют саму концепцию такого вида терапии, а требуют лишь поиска более эффективного и безопасного препарата. В мире активно ведутся работы по поиску наименее опасного и токсичного препарата для подобного вида терапии. Единое консенсусное мнение наркологическим сообществом не выработано, продолжается ведение дискуссии на тему эффективности и безопасности различных химических веществ, применяемых в заместительной терапии.
Ряд наркологов считает перспективной заместительную терапию бупренорфином. Бупренорфин представляет собой безопасную и эффективную альтернативу метадону, при этом ему присущ гораздо меньший риск передозировки, и он может безопасно назначаться врачами первичной медико-санитарной помощи. Бупренорфину присущ меньший, чем у метадона, наркогенный потенциал, и он в меньшей мере может вызывать эйфорию. Ему свойствен меньший риск побочных эффектов по сравнению с метадоном, а также более низкая смертность. Например, он, в отличие от метадона, не вызывает удлинения интервала QT — побочного эффекта, который может привести к опасным сердечным аритмиям; с меньшей вероятностью, чем метадон, вызывает эректильную дисфункцию. Пациенты, получающие бупренорфин, показывают лучшие результаты по когнитивным и психомоторным тестам, чем пациенты, получающие метадон.
Заместительная терапия героиновой наркомании получила распространение во многих странах Европы и СНГ. Получают всё большее распространение бупренорфиновые программы; в некоторых странах происходит переориентация с терапии метадоном на терапию героином. Кроме того, существуют или существовали такие варианты, как терапия выпускаемым во Франции препаратом suboxone, содержащим бупренорфин и налоксон; терапия L-альфа-ацетилметадолом (LAAM, разновидность метадона пролонгированного действия); терапия морфином, кодеином, дигидрокодеином.

##### Лечение апоморфином
Известный американский писатель Уильям Берроуз, по собственному признанию бывший наркоманом пятнадцать лет, в одном из предисловий к своему роману «Голый завтрак» указывал на апоморфин как единственное действующее средство для излечения наркомании метаболически, в отличие от других методов лечения.
Проживший до 83 лет и погибший от последствий перенесённого инфаркта миокарда, Берроуз писал:

Апоморфин действует на затылочные доли мозга, регулирует обмен веществ и нормализует кровообращение таким образом, что ферментная система наркомании разрушается за четыре-пять дней. Когда затылочные доли отрегулируются, приём апоморфина можно прекратить и возобновить только в случае рецидива. (Ради удовольствия апоморфин никто принимать не станет. Не было отмечено ни одного случая привыкания к апоморфину.)
Говоря об использовании апоморфина в излечении наркомании, Берроуз отмечал отсутствие крупных исследований препарата фармацевтическими компаниями и указывал на теоретическую возможность синтетического получения вещества в пятьдесят раз сильнее апоморфина, и избавления от тошноты как основного побочного эффекта лекарства. Основываясь на собственном опыте, писатель делал ремарку, озвучивая единственный рецидив спустя два года после первого курса лечения апоморфином — второй же курс полностью устранил пристрастие к наркотику и являлся самым эффективным методом из множества им испробованных.
Аналогично с 1959 годом, в современной фармацевтике апоморфин применяется в основном как отхаркивающее, рвотное средство и для лечения алкоголизма.

#### Устранение психологической зависимости
Психотерапия в значительной степени определяет стойкость эффекта медикаментозной терапии, длительность и качество ремиссий. Лечение в данном случае направлено на купирование тяги к наркотику. Единого эффективного алгоритма терапии в настоящее время не существует. Подход к каждому больному должен быть индивидуален, для достижения максимального эффекта каждый наркозависимый, проходящий лечение, должен иметь личного психолога, который до полной стабилизации занимается только этим больным. В настоящее время индивидуальный подход в большинстве случаев трудно осуществим в связи с увеличением числа лиц, употребляющих наркотики. Психотерапия не будет эффективна при отсутствии у наркомана желания избавиться от наркотической зависимости.
Эффективным психотерапевтическим методом при лечении пристрастия к героину, используемым в качестве дополнения к другим методам лечения, является когнитивная терапия.

#### Социальная реабилитация
Эффективность социальной реабилитации определяет устойчивость поведенческих императивов, заложенных психологом при лечении наркотической зависимости. Трудность излечения наркомана заключается в том, что он, успешно пройдя курс лечения, возвращается в привычную среду, через некоторое время поведенческие реакции восстанавливаются, и человек снова начинает употреблять наркотики.
Наиболее эффективна социальная реабилитация при полной смене окружения, переезде в другой город или другую страну, либо при изоляции в относительно жёстко структурированном социуме, склонном к самоизоляции и функционирующем согласно вложенным при лечении наркомана поведенческим императивам. Но, несмотря на это, при всех существующих в нынешнее время методах социальной реабилитации возможно возвращение к приёму наркотика. В настоящее время не существует стопроцентно эффективного способа предотвращения рецидивов героиновой наркомании. Методы социальной реабилитации должны во многом определяться личностными особенностями пациента, от них же зависит и эффективность этих мероприятий.

## Производство и распространение героина

### Производство

Основные мировые центры производства героина

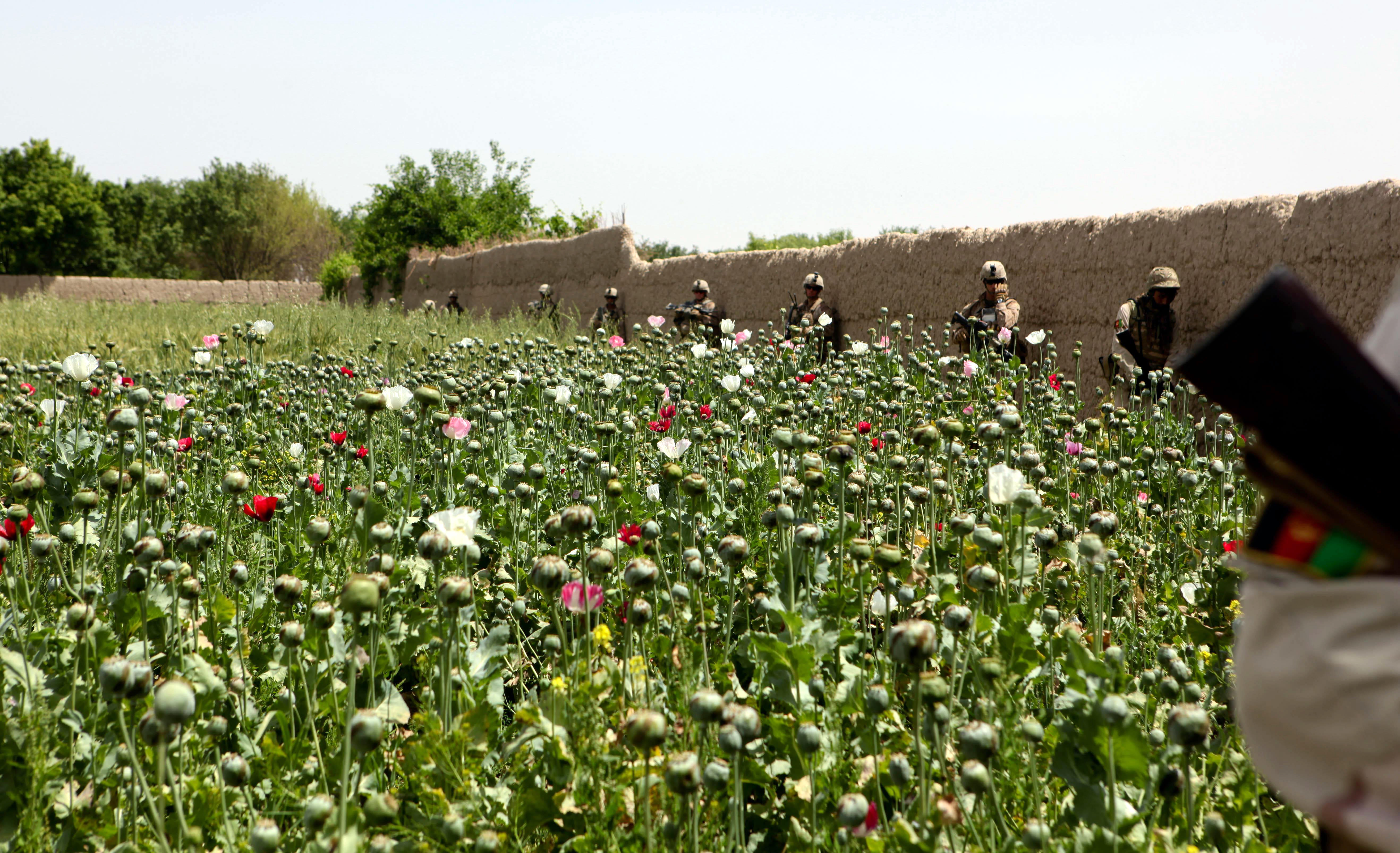
Американская морская пехота и солдаты Афганской национальной армии на поле опиумного мака во время патрулирования территории вокруг своей базы

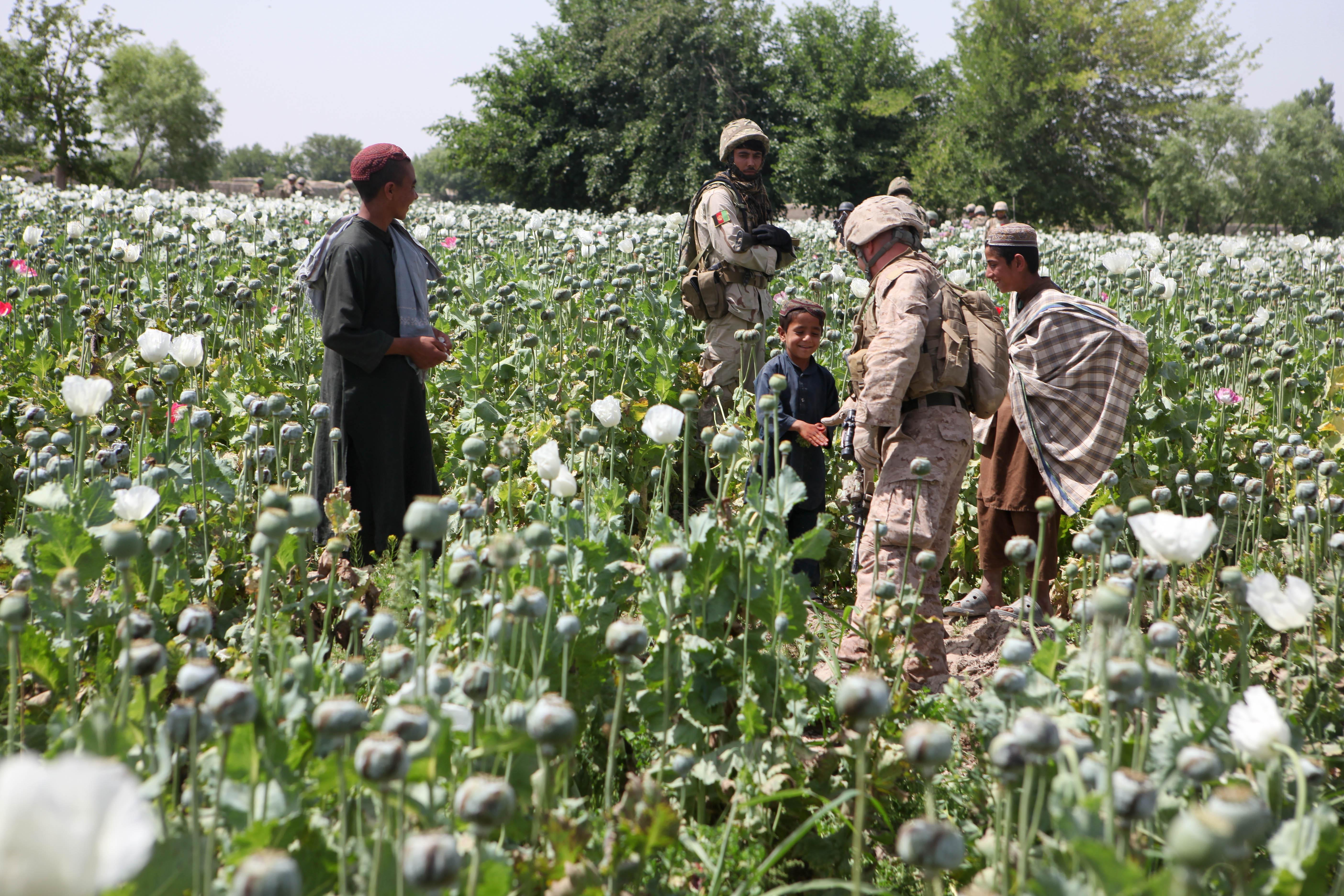
Афганистан, провинция Гильменд — один из главных центров производства героина

В настоящее время в мире существуют 3 основных центра производства героина: это Южная Америка (Колумбия, Венесуэла, Боливия), Юго-Западная Азия — так называемый «золотой полумесяц» — Афганистан, Пакистан, Иран, Юго-Восточная Азия — так называемый «золотой треугольник» — Мьянма, Таиланд, Лаос.
Основным производителем героина в нынешнее время является Афганистан. Около 90 % мирового героина поступает из нескольких провинций на юге Афганистана. Из произрастающего там мака получается примерно 380 тонн героина в год. Ещё 50 тонн производятся в Бирме и Лаосе. Ежегодно в мире производится примерно 430 тонн героина. В 2008 году в Афганистане было изъято меньше трёх тонн, то есть менее 1 % общего количества. Оставшиеся 375 тонн экспортируются по всему миру через Пакистан (150 тонн), Иран (105) и Таджикистан, Узбекистан и Туркменистан (95).
Доля рынка, занимаемая афганскими наркоторговцами, достигла 94 %, что связано с возможностью быстро и в больших количествах производить наркотик, содержащий минимальное количество примесей, представляющий собой фактически химически чистый диацетилморфин. Этому способствует ряд факторов. После свержения режима талибов исчезла крепкая центральная власть, контингент войск НАТО не контролирует ситуацию в горных районах страны, что позволяет производителям наркотика организовать полный технологический цикл производства героина:
- выращивание опийного мака,
- ректификацию и очистку опия-сырца,
- ацетилирование в промышленных масштабах качественного очищенного опия,
- возможность полноценной очистки получившегося диацетилморфина от примесей и балластных веществ,
- имеется готовая эффективная структура хранения, перевозки и сбыта наркотиков.

Всё это позволяет афганским производителям доминировать на героиновом рынке в мире. Высокое качество товара, низкие цены и большие объёмы производства позволяют им вытеснять других производителей даже из традиционных ниш рынка: так, в 2003 году в США зафиксировано массивное поступление афганского героина, хотя этот регион традиционно снабжался из стран Южной Америки.
Хотя Таджикистан и не является единственным путём для переброски героина из Афганистана в Европу, именно на таджико-афганской границе в последние годы изымается 80—85 % от общего числа наркотиков, задерживаемых в Центральной Азии. Глава Регионального представительства Управления ООН по наркотикам и преступности в Центральной Азии А. Деледда отметила, что таджикская модель противодействия наркотрафику является наиболее эффективной в регионе, и подчеркнула важность той роли, которую играет в Таджикистане группировка российских погранвойск, особо отметив хорошо налаженное взаимодействие между силовыми структурами Таджикистана и России в охране границы. Одним из наиболее успешных и эффективных форматов практического взаимодействия государств ОДКБ по пресечению межрегиональных и международных поставок наркотиков является операция «Канал», которая с сентября 2008 года получила статус постоянно действующей региональной антинаркотической операции ОДКБ. Так, во время операции «Канал-2009» из незаконного оборота было изъято более 30 тонн наркотических средств, психотропных и сильнодействующих веществ.

### Потребление
Самым важным рынком афганского героина доклад называет Европу, где потребляются около 250 кг в день. Всего она потребляет 87 тонн в год, причём 60 % этого количества приходится лишь на четыре страны — Великобританию, Италию, Францию и Германию.
Объём мирового рынка афганского героина составляет 55 млрд долларов. Львиная доля этих денег достаётся оргпреступности, тогда как афганские крестьяне и торговцы зарабатывают около 2,3 млрд.
По данным Федеральной службы РФ по контролю за оборотом наркотиков, Россия является одним из основных рынков по сбыту и потреблению героина, который при этом имеет исключительно афганское происхождение. Из Афганистана в Россию в год контрабандой ввозится не менее 12 тонн чистого героина, что составляет 3 млрд разовых доз.
Распространённым способом транзита героина через границы является его провоз в телах наркокурьеров. Наиболее популярен и доступен провоз героина в желудке и кишечнике в пакетах по 10—15 граммов. Пакет укладывается в герметичную тару (часто используются презервативы), затем проглатывается. Курьер может везти до 60—80 таких пакетов. Если пакет разрывается или теряет герметичность, курьер, как правило, погибает от передозировки наркотика. Через 2—3 суток пакеты выходят естественным путём вместе с калом. В случае необходимости быстрого извлечения пакетов курьеру даётся сильное слабительное.
Крупные производители героина (картели и лаборатории по ацетилированию) имеют свои торговые марки и бренды, маркируя продукцию при помощи печатей с рисунками, цифрами или арабскими текстами; однако развито фальсифицирование маркировки.

### Россия
Нелегальный оборот героина представляет серьёзную угрозу для России, которая занимает первое место в мире по объёму героинового рынка.
В России афганский героин традиционно преобладал в связи с географической близостью. На втором месте сейчас находятся страны Юго-Восточной Азии. На третьем месте — страны Южной Америки: это связано с их традиционной ориентированностью на производство кокаина.
Согласно данным, представленным в докладе Управления ООН по наркотикам и преступности (UNODC) «Наркомания, преступность и мятежники. Транснациональная угроза афганского опия» — в 2009 году Россия занимала первое место в мире по количеству потребляемого героина. В среднем в год в стране потребляется около 80 тонн препарата, что составляет 20 % от потребляемого в мире количества героина. По его потреблению Россия занимает первое место в мире. В результате действий властей задерживается только 4 % из поступающего в страну вещества.
Распространением героина в России занимаются организованные преступные группы. Нередко подобные группировки объединяются по национальному признаку, зачастую в преступную деятельность вовлекаются и несовершеннолетние родственники. Расфасовка героина производится в домашних условиях в небольшие пакеты (в среднем 1 доза героина составляет 1 грамм), но это, как правило, уже не химически чистое вещество, а смесь героина с самыми разными компонентами, начиная от сахара и заканчивая димедролом.

## Правовой статус
В России, как и в ряде других стран, существуют законодательные ограничения оборота наркотиков, в том числе и героина. На начало 2009 года следующие законодательные акты ограничивают распространение наркотиков в Российской Федерации:
- По статье 228 УК РФ, незаконное изготовление наркотических средств без цели сбыта наказывается сроком до трёх лет, в особо крупном размере (для героина — 2,5 грамм)[111] — на срок до 10 лет. В случае организации систематического производства — на срок до 20 лет[112].
- Федеральный закон РФ о наркотических средствах и психотропных веществах от 8 января 1998 года № 3-ФЗ.
- Федеральный закон о лекарственных средствах от 22.06.1998 года № 86-ФЗ.
- Приказ МВД РФ, Минюста РФ, Минздрава РФ, Минэкономики РФ, ГТК РФ, ФСБ РФ и ФПС РФ от 9 ноября 1999 года № 840/320/388/472/726/530/585 «Об утверждении Инструкции о порядке изъятия из незаконного оборота наркотических средств, психотропных веществ и их прекурсоров, инструментов и оборудования, находящихся под специальным контролем и используемых для производства и изготовления наркотических средств и психотропных веществ, а также их учёта, хранения, передачи, использования и уничтожения».
- Перечень наркотических средств, психотропных веществ и их прекурсоров, подлежащих контролю в Российской Федерации (утверждён Постановлением Правительства РФ № 681 от 30 июня 1998 года)[113].

В различных странах мира антинаркотическое законодательство формируется в зависимости от государственной политики в отношении наркомании. В США законодательство строится на принципах полного запрещения наркотических средств и попытке в результате этого уменьшить вредные социальные последствия. В странах Европы подход направлен в первую очередь на ограничение негативных социальных последствий, таких как рост преступности и ВИЧ-инфекции, и только затем на ограничение распространения наркосодержащих веществ.
Существует заблуждение, что в Голландии легальным статусом обладают все наркотики. В действительности там запрещены к обороту препараты опия и ряд других сильнодействующих веществ (как и в других странах ЕС).
Строгость наказания значительно варьируется в зависимости от страны. Так, например, в европейских странах за распространение и сбыт наркотиков можно получить следующие тюремные сроки:
- Великобритания и Греция — вплоть до пожизненного.
- Австрия, Франция и Швейцария — до 20 лет.
- Дания и Германия — до 15 лет.
- Швеция — до 10 лет.
- Венгрия — до 8 лет.
- Польша — до 7,5 лет.

В странах Ближнего Востока и некоторых странах Африки и Азии распространены различные телесные наказания, к распространителям наркотиков, как правило, применяется смертная казнь. Так, например, в Иране в статье 4 Закона «О борьбе с употреблением наркотиков» указывается на то, что казнь целесообразно совершать в общественных местах. В арабских странах казнь проводится, как правило, путём отрубания головы, в бывших французских колониях — расстрелом, в британских — через повешение.
В некоторых странах законодательство предусматривает ответственность также за употребление наркотиков. Так, например, во Франции это лишение свободы на срок от 2 месяцев до года и крупный штраф, в Греции — тюремное заключение от 2 до 5 лет.
Существуют международные соглашения, регламентирующие список наркотических веществ. Основным документом является Единая конвенция о наркотических средствах (Нью-Йорк, 30 марта 1961 г., с изменениями от 25 марта 1972 г.), в которой определяется список веществ и препаратов, относящихся к наркотическим веществам, даётся их классификация, формируется нормативно-правовая база, описываются основные меры противодействия распространению наркосодержащих веществ и формируются механизмы международного взаимодействия в борьбе с производством и распространением наркотиков. Данная конвенция носит рекомендательный характер, но в то же время является одним из основополагающих документов, обеспечивающих международное сотрудничество в сфере борьбы с наркотиками.

## Способы выявления
В связи с повсеместным запрещением употребления героина достаточно актуален вопрос его обнаружения, как при транспортировке, так и в организме человека, с целью предотвращения его распространения и установления точной причины наркотического опьянения.

### Во внешней среде
С целью предотвращения транспортировки наркотиков используют специально обученных собак, которые, благодаря своему чувствительному обонянию, могут выявлять следовые концентрации наркотика в воздухе.
Ведётся активная разработка технических методов бесконтактного обнаружения наркотиков. Перспективной разработкой считаются устройства, работающие на принципе ядерного квадрупольного резонанса (ЯКР). Суть метода заключается в том, что в упорядоченной кристаллической структуре все квадрупольные ядра имеют определённую частоту резонанса, то есть частоту, на которой происходит резонансное поглощение электромагнитной энергии. Таким образом, сравнив спектр поглощения с эталонным значением, можно добиться обнаружения любого химического вещества, обладающего упорядоченной кристаллической структурой. Однако данный метод малоэффективен при обнаружении жидкостей и газов.

### В организме человека
Выявление героина в организме человека основывается на двух основных принципах: обнаружение непосредственно действующего вещества или обнаружение его метаболитов.
Согласно приказу Минздравсоцразвития России № 40 от 27.01.2006 г. «Об организации проведения химико-токсикологических исследований при аналитической диагностике наличия в организме человека алкоголя, наркотических средств, психотропных и других токсических веществ»,
выделяют предварительные и подтверждающие методы обнаружения наркотических веществ в биологическом материале.
К предварительным методам относятся:
- иммунохроматографический анализ,
- иммуноферментный анализ,
- поляризационный флуороиммуноанализ,
- тонкослойная хроматография.

В случае обнаружения наркотического вещества одним из предварительных методов следует использовать один или два подтверждающих метода для окончательного достоверного заключения.
К подтверждающим методам относятся:
- специализированные системы на основе тонкослойной хроматографии,
- газожидкостная хроматография,
- высокоэффективная жидкостная хроматография,
- хромато-масс-спектрометрия.

После подтверждения обнаружения наркотического вещества одним из этих методов, окончательно и достоверно определяется факт наркотического опьянения и тип вещества, к нему привёдшего.
При анализе на героин, как и на прочие опиаты, как правило, исследуют преимущественно плазму и сыворотку крови, а также мочу живых лиц, а в случаях смертельных отравлений героином — трупную кровь. Изолирование героина и его метаболитов из объектов биологического происхождения производится путём извлечения подкислёнными спиртом или водой с последующий экстракцией смесью гексана и хлороформа. При судебно-химическом исследовании объектом анализа является цельная кровь как наиболее представительный объект. В эритроцитах преимущественно накапливается морфин, а в плазме крови — глюкурониды морфина. В моче могут быть обнаружены 6-моноацетилморфин и кодеин, как примесь к героину. Доказательством употребления героина является наличие в крови и моче 6-моноацетилморфина, так как героин является единственным опиатом, метаболитом которого является 6-моноацетилморфин.

## Профилактика героиновой наркомании
На государственном уровне профилактика наркотической зависимости декларируется как двухкомпонентная система, включающая меры по ограничению распространения наркотиков и антинаркотическую пропаганду, обеспечиваемую средствами массовой информации и социальными институтами.
В настоящее время в России, несмотря на меры, принимаемые государством, число опиоидных наркоманов продолжает увеличиваться.
По некоторым данным (в 2009 году), в РФ около 90 % лиц, страдающих наркозависимостью, являются опиоидными наркоманами, употребляющими героин или другие препараты опиоидной группы.
По мнению лиц, оказывающих помощь наркозависимым, наиболее слабым звеном наркологической помощи является отсутствие единой грамотной системы антинаркотической профилактики. Несмотря на заявления в «Концепции государственной политики по контролю за наркотиками в Российской Федерации», что профилактическое звено должно стать основой борьбы с наркоманией, до сих пор государство не выработало единый чёткий комплекс мер по предотвращению распространения наркотической зависимости. Отсутствуют единая утверждённая программа профилактических мер, не описаны и не налажены механизмы финансирования. Ответственность за осуществление пропаганды перекладывается на непрофильные организации, которые, как правило, не получают на её проведение дополнительного финансирования.
Принятая федеральная целевая программа «Комплексные меры противодействия злоупотреблению наркотиками и их незаконному обороту» направлена на ограничительно-запретительный аспект профилактики наркозависимости, профилактические мероприятия в ней практически не отражены.
Существует мнение, что ограничительные меры приведут только к краткосрочному снижению уровня потребления в связи с ограничением доступности героина, но не устранят причины проблемы. По мнению Всемирной организации здравоохранения, профилактика наркотической зависимости не может быть эффективна без адекватных мер антинаркотической пропаганды и активной социальной работы.
Выделяют 4 основные пропагандистские модели профилактики наркотической зависимости.
- Морализаторство — наркотики объявляются «греховным зельем», активно постулируется недопустимость их употребления на основании социально-религиозных догм, преобладающих в обществе. В РФ для этой цели преимущественно используется православие как наиболее распространённая конфессия.
- Запугивание — активно подчёркиваются негативные последствия употребления наркотиков, прочие эффекты замалчиваются или отрицаются.
- Просвещение — предоставляется полная информация о наркотических веществах с целью дать возможность человеку сделать сознательный выбор.
- Аффективная модель — формируется постулат о необходимости здорового образа жизни, и только после формирования определённой картины мировоззрения предоставляется информация о наркотических веществах, с акцентами, расставленными необходимым образом.

Запретительные меры, направленные на ограничение распространения и оборота наркотиков, несмотря на декларируемые успехи, пока что не привели к сколь-либо значимому снижению заболеваемости наркоманией.
Согласно мнению экспертов ООН, приведённому в докладе «Наркомания, преступность и мятежники. Транснациональная угроза афганского опия» в 2009 году, запретительные меры в России не дают сколько-нибудь значительного эффекта, и только усугубляют ситуацию и увеличивают уровень коррупции. В России властями изымается около 4 % поступающего в страну героина. Для сравнения, в Ираке эта цифра составляет 17 %. Анализ данных, проведённый экспертами ООН, свидетельствует о крайне низкой эффективности жёстких запретительных мер по борьбе с наркотиками, обусловленной высоким уровнем коррупции.

## Тема героина в культуре
Тема героина и прочих наркотических веществ  неоднократно затрагивалась и обыгрывалась в  книгах, фильмах и песнях.
- В 1967 году вышел альбом группы The Velvet Underground «The Velvet Underground and Nico» с песней «Heroin», в 1971 году группа Rolling Stones выпустила песню «Brown Sugar», а в 1976 году появилась песня в стиле панк-рок — «Chinese Rocks» Ди Ди Рамона и Ричарда Хэлла. В 1982 году скандальный сингл группы The Stranglers под названием «Golden Brown» достиг 2-го места в британском чарте. В 1987 году группа Guns N' Roses выпускает песню «Mr. Brownstone». В 2013 году группа The 1975 выпустила песню «Chocolate». В 2017 году американская певица Лана Дель Рей выпустила песню «Heroin», которая стала частью альбома Lust for Life.
- Уильям Берроуз, идеолог бит-поколения, писал о своём опыте употребления героина в многочисленных книгах, начиная с полуавтобиографической новеллы «Джанки», написанной в 1953 году.
- Фильм о девочке-наркоманке «Я Кристина» (1981), снятый по автобиографической книге Фельшериноу Кристианы «Мы, дети станции Зоо». «Сид и Нэнси» (1986) — фильм о басисте британской панк-рок группы Sex Pistols, Сиде Вишесе и его девушке Нэнси Спанжен. В фильме показаны передозировки, употребление, смерть от наркотика и тяжёлая зависимость.
- Роман Ирвина Уэлша «На игле» (1993) и его известная экранизация описывают бурную жизнь эксцентричной группы героиновых наркоманов.
- Книга Алистера Кроули «Дневник наркомана[англ.]» описывает пристрастие к героину и кокаину.
- В фильме «Криминальное чтиво» 1994 года, снятом Квентином Тарантино, показана методика внутривенного введения героина; также есть эпизод с передозировкой героина, ошибочно принятого героиней фильма Мией за кокаин.
- Фильм «Реквием по мечте» (США, 2000 год), описывающий 4 истории жизни и постепенного пристрастия к наркотикам, в том числе и к героину.
- Автобиография американского бас-гитариста Никки Сикса «The Heroin Diaries: A Year in the Life of a Shattered Rock Star», рассказывающая о тяжёлой наркотической зависимости, которой Никки страдал в 1987 году.
- Фильм «Кэнди» (2006 год), основанный на романе «Героин» Люка Дэйвиса.
- В 2008 году вышла книга «The Death Proclamation of Generation X: A Self-Fulfilling Prophesy of Goth, Grunge and Heroin», написанная исследователем Максимом Фюреком (англ. Maxim W. Furek), она исследует положение героина в музыке, кинофильмах и культуре Поколения X[121].